# Parvialansaari (ö i Norra Österbotten)
Parvialansaari är en ö i Finland. Den ligger i sjön Pyhäjärvi och i kommunen Pyhäjärvi i den ekonomiska regionen  Nivala-Haapajärvi ekonomiska region  och landskapet Norra Österbotten, i den centrala delen av landet, 400 km norr om huvudstaden Helsingfors. Öns area är 14,9 hektar och dess största längd är 0,9 kilometer i nord-sydlig riktning.